# Castelul Pleșa
Castelului Pleșa din Obârșia de Câmp, județul Mehedinți a fost construit în 1892 de boierul Gheorghe Pleșa în stilul castelelor de pe Valea Loirei.

## Istoric
Legenda locului spune că tatăl boierului Gheorghe Pleșa, cojocarul satului pe timpul Imperiului Otoman, oferea găzduire reprezentantului turc care venea să strângă birurile din zonă.
Într-o noapte, tatăl viitorului boier, văzând sacii de galbeni stralucitori, i-a pus gând rău turcului. Când acesta a apucat drumul către Istanbul, cojocarul împreună cu câțiva amici l-au urmărit, iar într-o noapte l-au omorât și i-au furat sacii de galbeni. La puțin timp, cojocarul a cumpărat peste 500 de hectare de pământ în Obârșia de Câmp și în Cetatea-Dolj.  Unul dintre cei doi fii ai săi, Gheorghe Pleșa, beneficiind de o avere impresionantă din partea tatălui, a hotărât să-și facă studiile și să trăiască în Franța. Aici a fost licențiat în Drept și tot aici ar fi trăit singura poveste de dragoste. Gheorghe Pleșa a promis bogatei franțuzoaice cu care urma să se căsătorească un castel ,,măreț și aparte", acoperit cu monede de aur. În 1882, Castelul Pleșa era gata să-i primească pe îndrăgostiți. Toate piesele componente ale clădirii au fost construite în Italia și transportate cu vasele până în Portul Gruia, de unde țăranii din zonă le-au adus până la Obârșia de Câmp cu carele în așa-numita "corvoadă", aici constructorii doar îmbinându-le. Decorațiile interioare au fost executate de o adevarată pleiadă de pictori specialiști din întreaga lume, ceva asemănător găsindu-se astăzi doar pe Valea Loirei în Franța. Coloanele din marmură, scările din lemn sculptat, șemineul și oglinzile venețiene dădeau castelului un adevărat aer franțuzesc. Picturile, bibelourile și biblioteca impunătoare se spune că erau unice. Unică în Romania de atunci era și centrala termică pe lemne ce asigura căldura în camere  prin intermediul țevilor și caloriferelor masive ce se pot vedea și la ora actuală. Din fața castelului nu lipsea nici fântâna arteziană. Construcția a fost prevăzută și cu balcoane de marmură pe toate cele patru laturi. Numai că franțuzoaica a refuzat căsătoria cu boierul Pleșa, deoarece castelul nu avea WC-uri interioare, iar acoperișul nu era făcut cu monede de aur. Stăpânul a murit la 90 de ani, în Franța, necăsătorit. Fără moștenitori, castelul a rămas al nimănui. 
În anul 1948, Castelul Pleșa a trecut în folosința unui SMT, aici fiind birourile tuturor secțiilor din zona de sud a județului. Neputând face față cheltuielilor de întreținere a clădirii, SMT-ul renunță la acest sediu prin anul 1971, castelul rămânând "în grija primăriei". Dispariția obiectelor de interior a început însă după 1972. La acea vreme acolo erau cazați muncitorii și militarii care erau aduși pentru muncile câmpului. Au dispărut bibelourile, oglinzile venețiene, piesele de interior și chiar biblioteca. 
În momentul de față, imobilul a fost concesionat pe 49 de ani unui investitor ce urmează să îl refacă.

## Monument istoric
Castelul Pleșa a fost declarat monument istoric, cu codul LMI MH-II-m-A-10367.